# 구룡초등학교 (충북)
구룡초등학교는 대한민국 충청북도 영동군에 있는 공립 초등학교이다.

## 학교 연혁
- 1944년 6월 1일: 용산공립국민학교 구촌리분교장 설치
- 1945년 3월 10일: 구룡국민학교 인가(개교 4월 28일)
- 1995년 2월 28일: 부상국민학교 본교 통합
- 1999년 3월 1일: 용산초등학교 본교 통합

## 참고 자료
- 구룡초등학교 - 한국교육학술정보원 학교알리미